# Erlenbach (Zúrich)

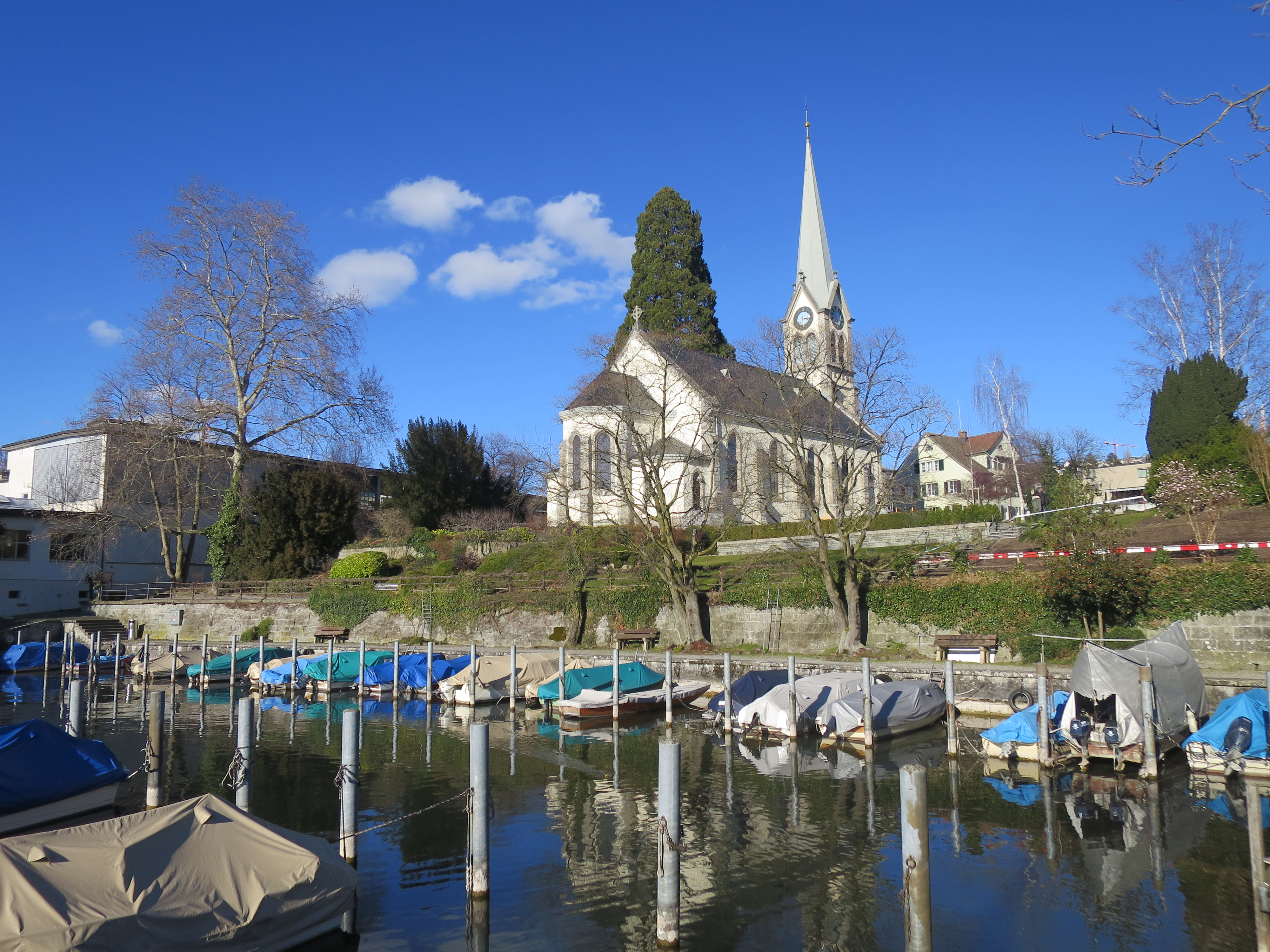
Puerto e Iglesia reformada de Erlenbach

Erlenbach (también llamada Erlenbach am Zürichsee) es una comuna suiza del cantón de Zúrich, situada en el distrito de Meilen. Limita al nor y noreste con la comuna de Küsnacht, al sureste y sur con Herrliberg, y al oeste con Thalwil.

## Ciudades hermanadas
- Erlenbach am Main.
- Erlenbach im Simmental.